# Billet de 10 francs Berlioz
Pour les articles homonymes, voir 10 francs.
Recto
Verso
Chronologie
10 francs Voltaire
Le 10 francs Berlioz est un billet de banque français émis de 1974 à 1980 par la Banque de France. Il a remplacé le 10 francs Voltaire. C'est le dernier billet de 10 francs.

## Historique
Créé le 23 novembre 1972, il fut imprimé entre le 5 novembre 1974 et le 31 décembre 1980. Ce billet a été privé de cours légal le 15 septembre 1986.
Son tirage total est de 1 305 000 000 exemplaires.

## Description
Il a été peint par Lucien Fontanarosa et gravé par Jacques Jubert (recto) et Henri Renaud (verso).
Les tons dominants sont l'orange et le marron.
Au recto, à droite, est représenté le portrait d'Hector Berlioz d'après l’œuvre d'Émile Signol peinte en 1832, en train de diriger un orchestre dans la chapelle des Invalides, à Paris, à l'occasion de la première exécution de son Requiem.
Au verso, à gauche, le même portrait de Berlioz, représenté devant les bâtiments de la Villa Médicis à Rome. On voit en arrière-plan le Château Saint-Ange et la Basilique Saint-Pierre de Rome.
Le filigrane représente le profil de Berlioz.
Ses dimensions sont de 140 mm x 76 mm.

## Remarques
- La police de caractère utilisée pour ce billet, avec son côté « western », fait en réalité référence à l'esprit d'une époque, celle de la jeunesse de Berlioz, où surgissaient dans la presse un grand nombre de typographies « fantastiques » (voir par exemple le Musée des familles d’Émile de Girardin).
- Une pièce de dix francs en bronze dessinée par Georges Mathieu fut également frappée à partir de 1974.